# فورت (کلمبو)
فورت (به لاتین: Fort) یک منطقهٔ مسکونی در سری‌لانکا است که در کلمبو واقع شده‌است.